# Aleksandr Kosjkijn
Aleksandr Kosjkijn, född 13 juni 1959 i Moskva, död 16 oktober 2012, var en rysk (sovjetisk) boxare som tog OS-silver i lätt mellanviktsboxning 1980 i Moskva. I finalen förlorade han med 1-4 mot kubanen Armando Martínez.